# Voedselzekerheid

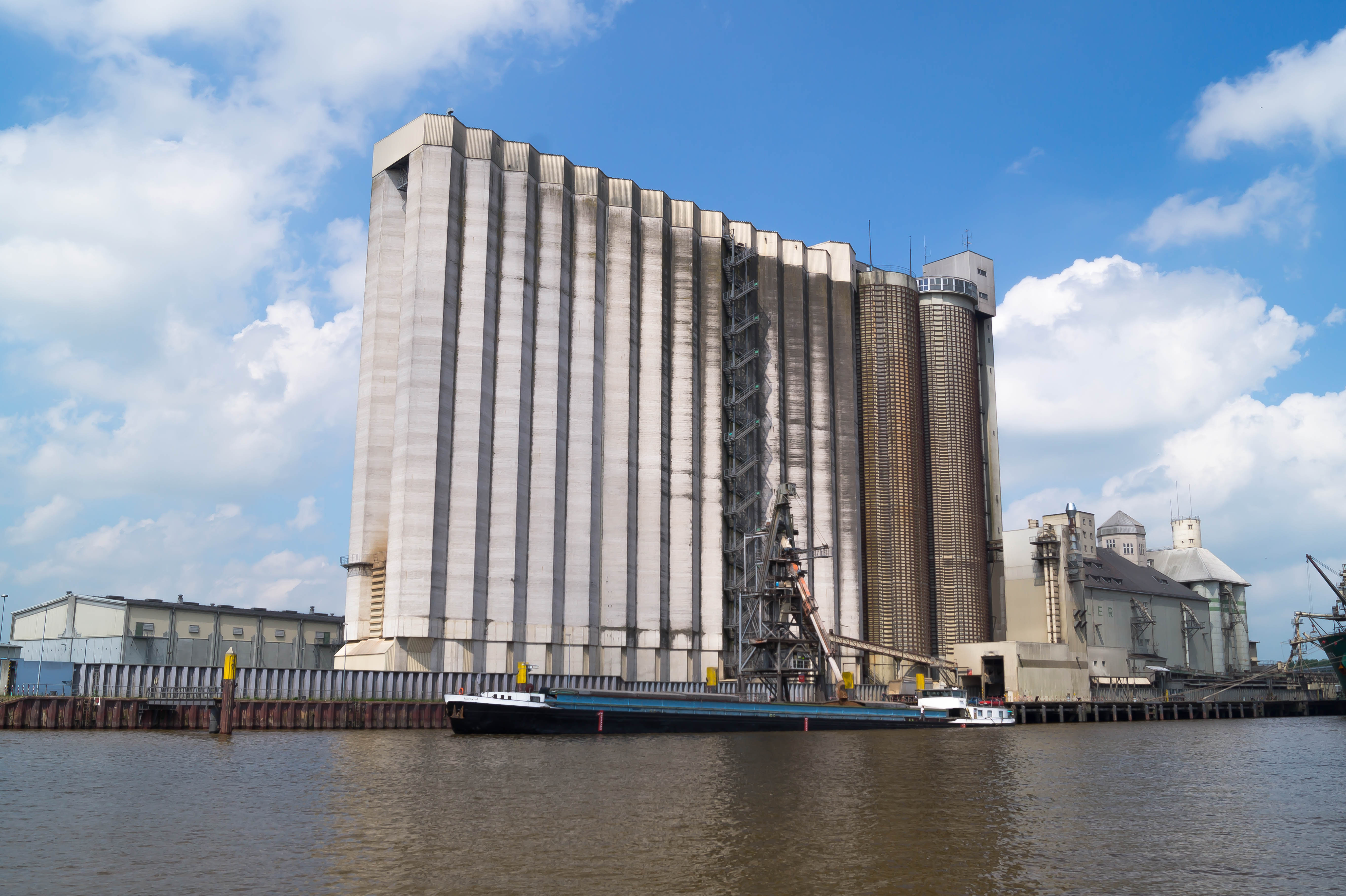
Een graansilo in Brake, Duitsland

Voedselzekerheid is volgens de Voedsel- en Landbouworganisatie een situatie waarbij “mensen op elk ogenblik fysiek en economisch toegang hebben tot voldoende veilige en voedzame levensmiddelen om hun eetbehoeften en -voorkeuren voor een actief en gezond leven te voldoen”
Wie leeft in voedselzekerheid, kent met andere woorden geen honger of ondervoeding. 
Het begrip “voedselzekerheid” werd in 1974 nog gedefinieerd als “permanente beschikbaarheid van voldoende voorraden van basisvoedsel op wereldvlak om te kunnen voldoen aan de toenemende voedselconsumptie, en om storende schommelingen in productie en prijzen op te vangen”. 
In de geschiedenis werd voedselzekerheid vooral bereikt door een gepaste opslag, bijvoorbeeld in graanschuren, en de bewaring van levensmiddelen. 
Volgens het Wereldvoedselprogramma (WFP) hebben wereldwijd ongeveer 800 miljoen mensen niet genoeg te eten. Honger en ondervoeding is rampzaliger voor kinderen en vrouwen, en komt voornamelijk voor in de landen van het Zuiden. Om het probleem op te lossen, zou jaarlijks 3,2 miljard dollar nodig zijn.
Om in noodsituaties voldoende voedsel te kunnen verstrekken, bestaat wereldwijd het  Wereldvoedselprogramma. In eigen land kunnen noodlijdenden terecht bij voedselbanken. Andere vormen van (aanvullende) voedselwinning in noodsituaties, zijn de oorlogstuinen en de stadslandbouw.

## Voedselcrisis
in de Agricultural Outlook 2024-2033, een consensusbeoordeling van de tienjarige vooruitzichten voor de landbouwgrondstoffen- en vismarkten, zagen de OESO en de FAO een relatief stabiele situatie inzake landbouw, met als belangrijkste trends: 
- India zal China inhalen als grootste landbouwspeler
- calorie-inname in landen met lage inkomens zal naar verwachting slechts 4% toenemen
- de wereldwijde directe emissies van de landbouw gaan nog met 5% toenemen
- als voedselverlies en -verspilling gehalveerd kunnen worden, zou die uitstoot met 4% verminderen en tegelijk het aantal ondervoede mensen met 153 miljoen dalen tegen 2030
- blijven internationale landbouwgrondstoffenmarkten naar behoren functioneren, dan zullen de reële internationale referentieprijzen de komende tien jaar licht dalen.

Beide organisaties besluiten wel dat milieu-, sociale, geopolitieke en economische factoren hun prognoses aanzienlijk kunnen in de war sturen. Enkele wetenschappers vrezen dan ook vanaf 2027-2030 niet alleen in het Zuiden, maar ook werelwijd een voedselcrisis. 
Voor de voedselproductie wijzen ze daarbij op meerdere factoren, die mekaar ook kunnen versterken: 
- de hoeveelheid beschikbare landbouwgrond is in de 21e eeuw eerder af- dan toegenomen[5]
- de nadelige effecten van droogte, bodemerosie, afname van vegetatie, verzilting van de bodem en afname van organischekoolstof in de bodem[6]
- de nadelige effecten van de klimaatverandering. Deze veroorzaakte tussen 1981 en 2010 alleen al een daling van de gemiddelde mondiale opbrengst van maïs met 4,1%, tarwe met 1,8% en sojabonen met 4,5%, waarbij rekening werd gehouden met verschillende, soms tegenstrijdige factoren[7] Hoewel deze terugval nog een beperkte invloed had op de wereldvoedselprijzen, waarschuwen deze wetenschappers voor een mogelijk zwaardere impact in de toekomst. In een versnellende klimaatverandering zou een extreem seizoen meerdere “graanschuurregio’s” tegelijk kunnen treffen. Een dergelijke keten van gebeurtenissen is mogelijk, omdat deze regio’s “klimatologisch verbonden” zijn, onder meer vanwege versterkte Rossby-golven[8][9][10]
- de verregaande ontbossing heeft een negatieve impact op de landbouw, door het verlies van bestuivers en natuurlijke plaagbestrijding, verlies van bodemvruchtbaarheid, vermindering van waterretentie en -filtratie, toename van bodemerosie en de wijziging van neerslagpatronen[11]
- de monopolievorming bij de productie en handel in zaaigoed dreigt de diversiteitsbasis van landbouwgewassen te verzwakken, waardoor deze vatbaarder kunnen worden voor klimaatverstoringen[12][13]
- sedert de Groene revolutie is de landbouw in grote mate afhankelijk geworden van fossiele brandstoffen, voor het aandrijven van landbouwwerktuigen, voor de fabricage van kunstmest en landbouwchemicaliën zoals insecticide, herbicide en fungicide, en voor het aandrijven van pompen in de irrigatie. Ook voor het transport en de verwerking van landbouwproducten worden vaak fossiele brandstoffen gebruikt. Prijsstijgingen van met name aardgas hebben een sterk effect op de voedselprijzen wereldwijd.

Tegenover de stagnatie of zelfs daling van de voedselproductie staat een stijging van de vraag naar voedingsmiddelen. Zowel de totale omvang van de wereldbevolking
als de gemiddelde voedselconsumptie per persoon gaan in stijgende lijn, en beide zijn erg moeilijk af te remmen. De belangrijkste factoren zijn: 
- de opkomst van de nieuwe middenklasse in Azië en Latijns-Amerika, waar vlees de plantaardig eiwitten gedeeltelijk heeft vervangen[14]
- omdat de beschikbaarheid van voedsel groter was dan de bevolkingsgroei in de tweede helft van de 20e eeuw, daalde de reële prijs van voedsel en steeg de consumptie per hoofd van de bevolking[15]
- met de toename van de voedselconsumptie ontstond ook het fenomeen van de voedselverspilling
- de wereldhandel in voedingsmiddelen is sterk geconcentreerd bij enkele [multinationals, de zogenoemde “Big Food”. Bovendien is de wereldvoedselmarkt onderhevig aan speculatie. Dit geglobaliseerde voedselsysteem geeft voorrang aan efficiëntie en winst boven veerkracht en rechtvaardige verdeling, wat het voedselsysteem verder ondermijnt[16]